# Капверн
Капве́рн (фр. Capvern, окс. Capvèrn, [kapvɛʁn]) — коммуна во Франции, находится в регионе Юг — Пиренеи. Департамент — Верхние Пиренеи. Входит в состав кантона Ланнемезан. Округ коммуны — Баньер-де-Бигор.
Код INSEE коммуны — 65127.

## География

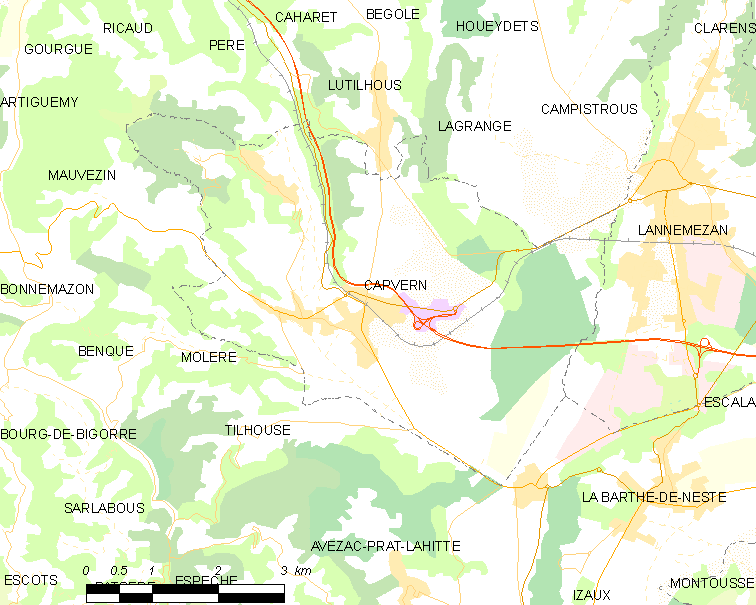
Карта коммуны

Коммуна расположена приблизительно в 660 км к югу от Парижа, в 110 км юго-западнее Тулузы, в 25 км к юго-востоку от Тарба.
Коммуна расположена на плато Ланнемезан. По территории коммуны протекает река Баиз и проходит канал Нест.

## Климат
Климат умеренно-океанический с солнечной тёплой погодой и обильными осадками на протяжении практически всего года.

## Население
Население коммуны на 2010 год составляло 1284 человека.
| 1962 | 1968 | 1975 | 1982 | 1990 | 1999 | 2010 |
| ---- | ---- | ---- | ---- | ---- | ---- | ---- |
| 763  | 938  | 1027 | 932  | 1025 | 1074 | 1284 |

## Администрация
| Период | Период | Фамилия        | Партия                              | Примечания |
| ------ | ------ | -------------- | ----------------------------------- | ---------- |
| 1983   | 2008   | Жильбер Дастюг | Французская коммунистическая партия |            |
| 2008   | 2014   | Андре Ларан    | Французская коммунистическая партия |            |
| 2014   | 2020   | Жильбер Дастюг | Французская коммунистическая партия |            |

## Экономика
В 2010 году среди 793 человек трудоспособного возраста (15-64 лет) 554 были экономически активными, 239 — неактивными (показатель активности — 69,9 %, в 1999 году было 64,5 %). Из 554 активных жителей работали 491 человек (258 мужчин и 233 женщины), безработных было 63 (28 мужчин и 35 женщин). Среди 239 неактивных 83 человека были учениками или студентами, 85 — пенсионерами, 71 были неактивными по другим причинам.

## Достопримечательности
- Церковь Св. Петра (XX век). Исторический памятник с 2006 года[4]

## Фотогалерея

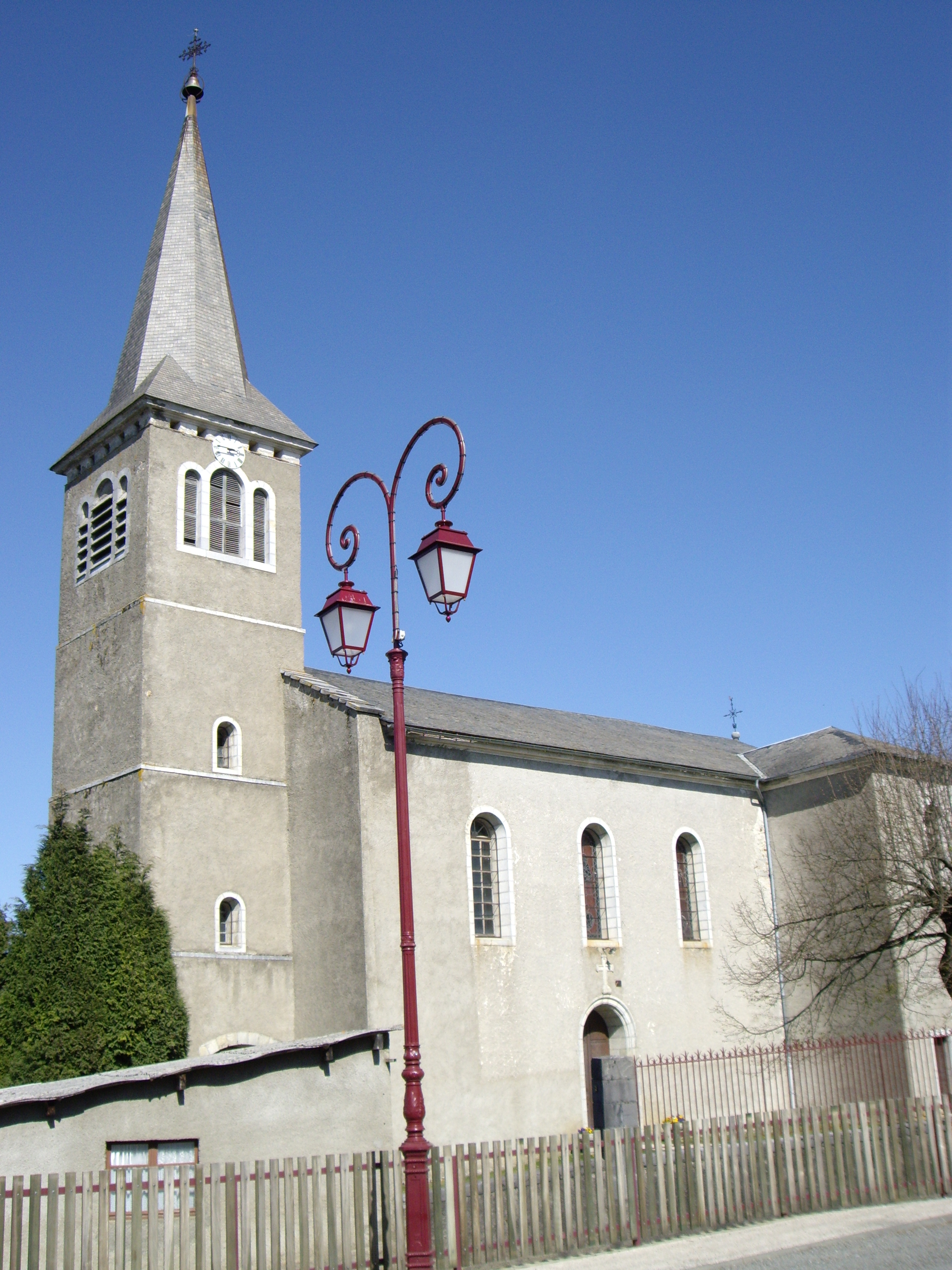
Церковь Св. Петра
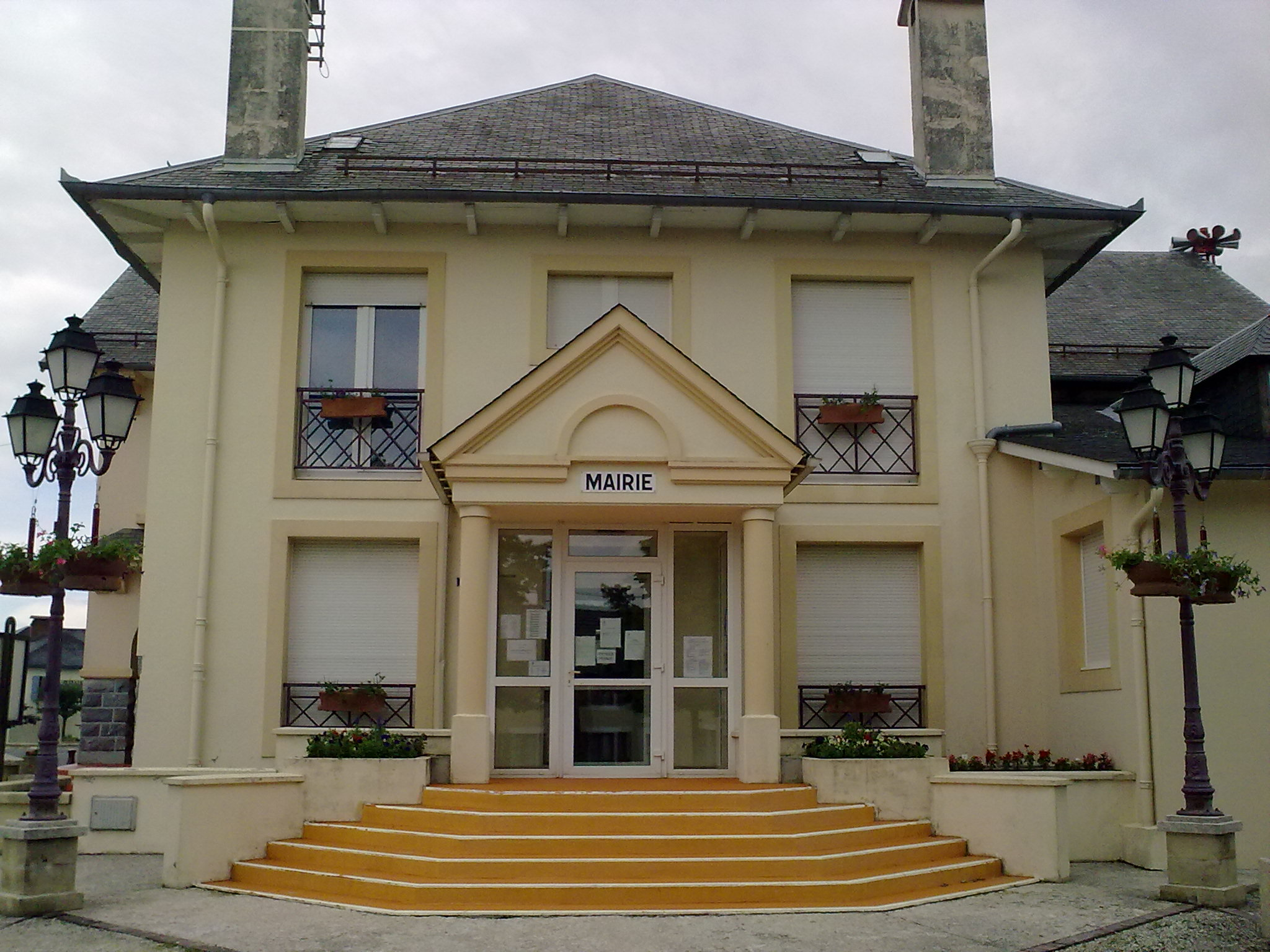
Мэрия
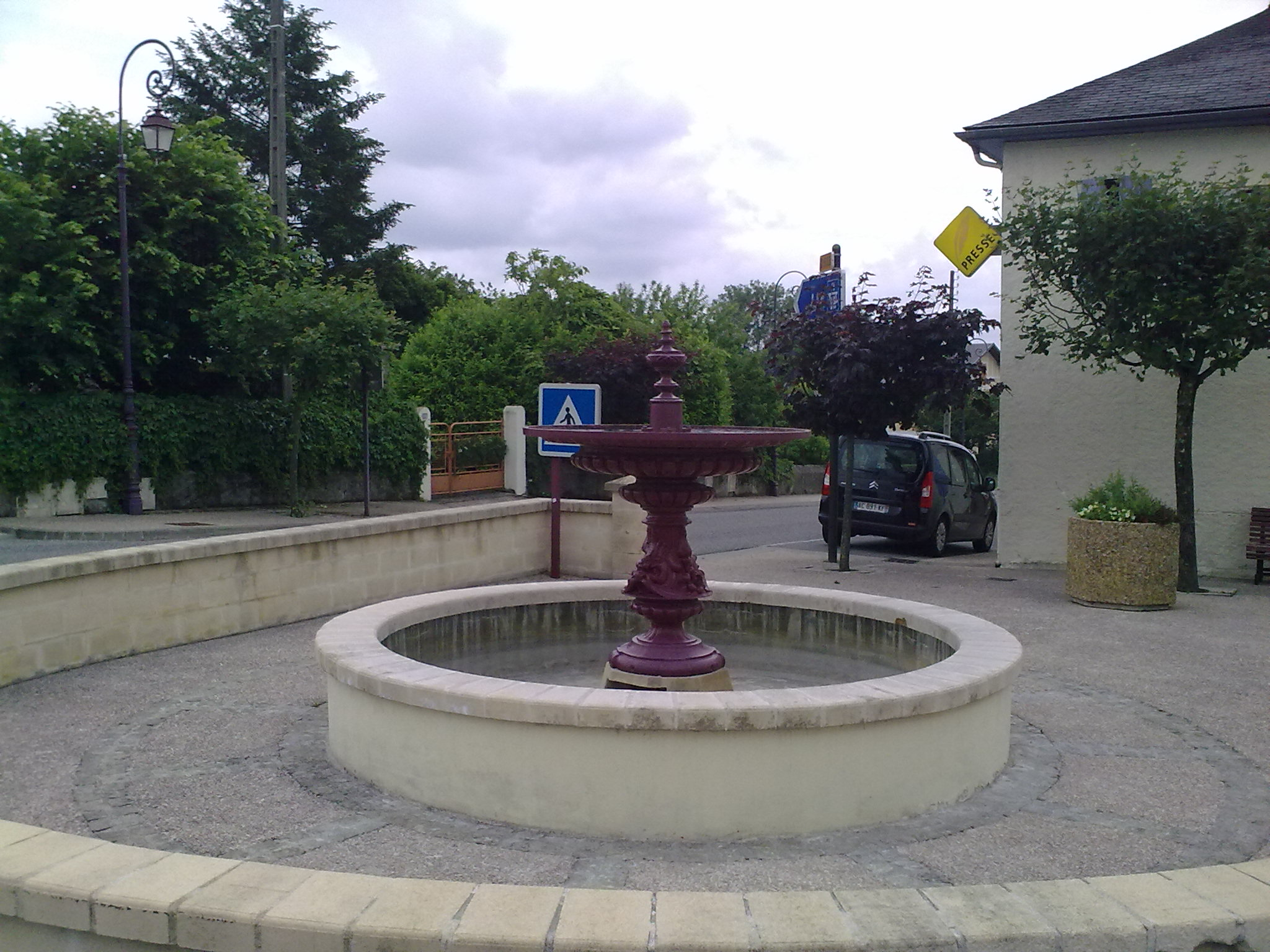
Фонтан на площади Амбруаза Круаза
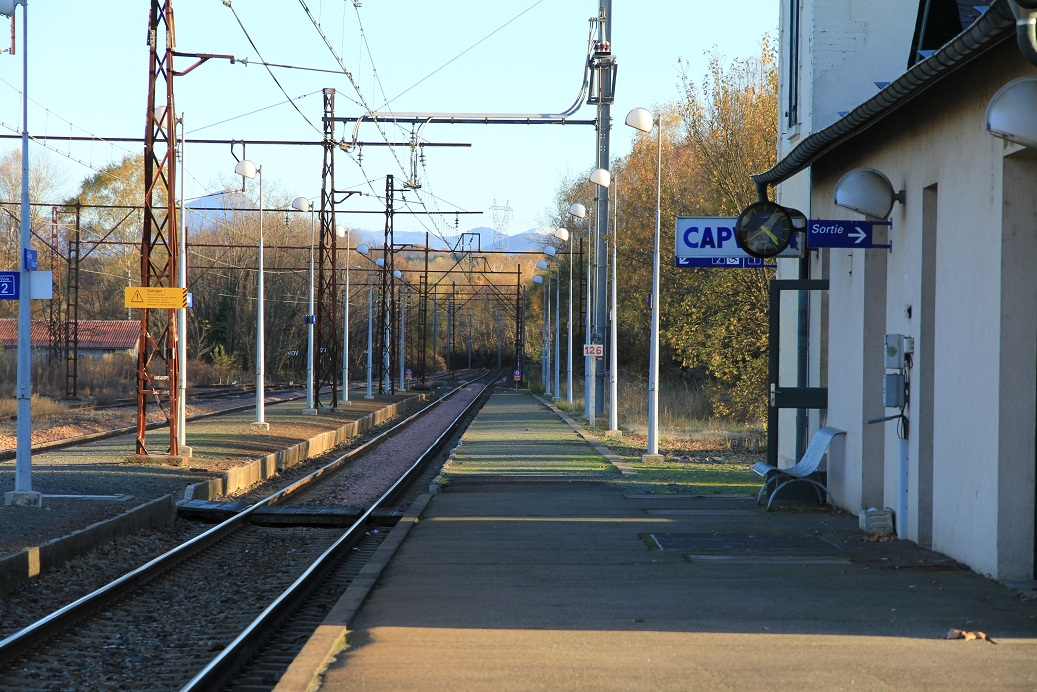
Вокзал
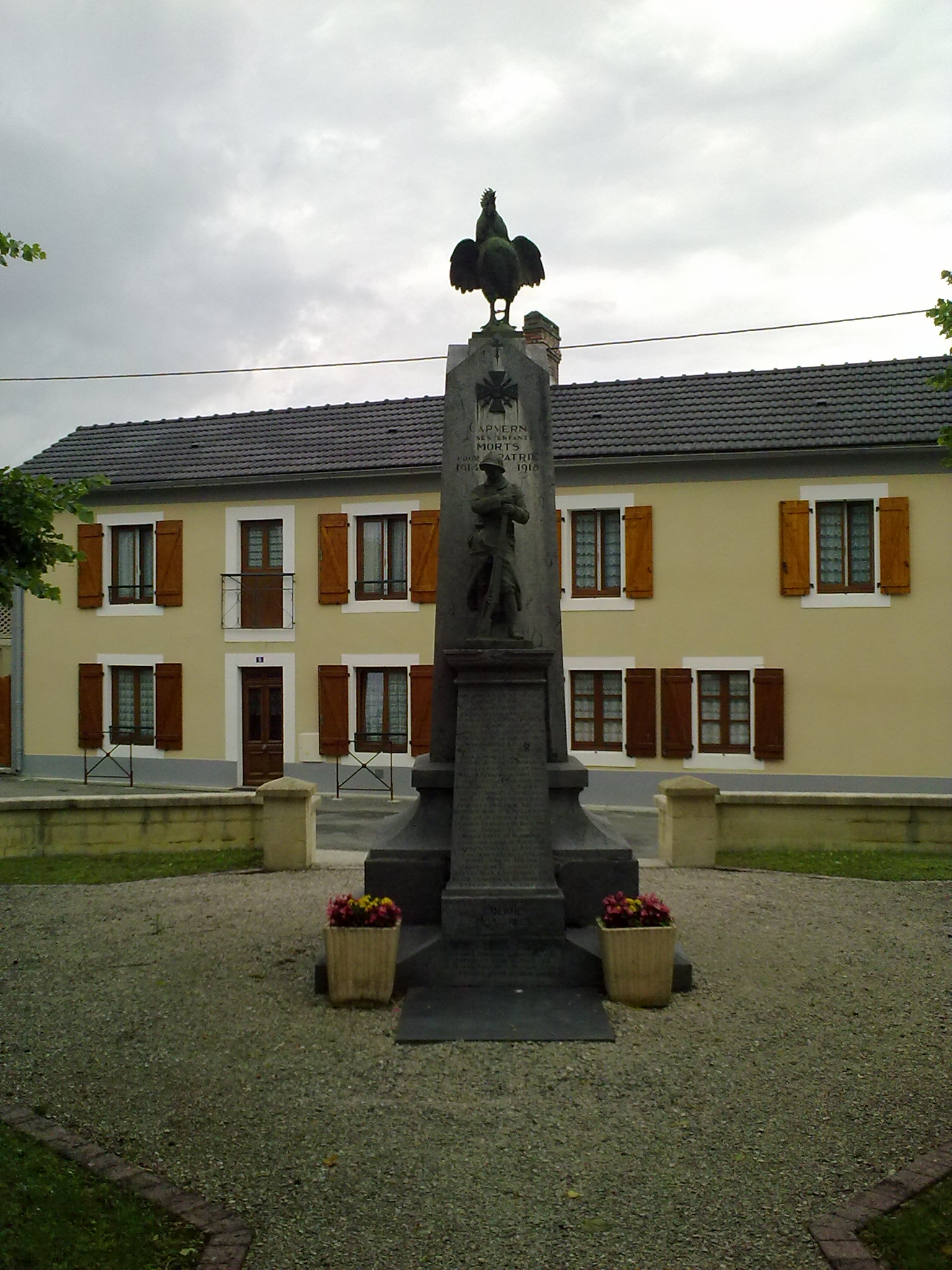
Военный мемориал